# 福田晃
福田 晃（ふくだ あきら、1932年1月26日 - 2022年1月9日）は、日本の国文学者・民俗学者。専門は説話文学。学位は、文学博士（國學院大學・論文博士・1985年）（学位論文「神道集説話の成立」）。立命館大学名誉教授。

## 来歴
福島県会津若松市出身。1950年3月に福島県立会津工業高等学校を卒業後、5年間の社会人生活を経て、1955年4月に國學院大學文学部に入学する。入学当初は、国語の教員をしながら小説を書く生活を送りたい、と考えていたため近現代文学を志し、当時同大学英文科で教鞭を採っていた丸谷才一と親交を深める。ただし、丸谷は近現代文学を専攻することをよしとせず、同大学の中でも教学条件が整っている古典文学を専攻するように勧めたことで、その後の進路を決めた。在学中は臼田甚五郎に師事した。
1959年3月に國學院大學文学部を卒業する。引き続き、同大学大学院日本文学専攻に進み、1962年3月に修士課程を修了後、1965年3月に博士課程を単位取得退学した。大学院在籍中、東京都立三田高等学校と東京都立足立高等学校で教員として勤務した。
1965年4月に大谷女子短期大学助教授となり、1966年4月大谷女子大学の専任講師を経て、1968年4月に同助教授となる。1971年4月に立命館大学文学部助教授に移り、1973年4月教授に昇進した。1985年1月に「神道集説話の成立」で國學院大学より文学博士の学位を取得した。
1997年3月、立命館大学文学部を定年で退職した。同年4月同大学の名誉教授となる、特任教授。2002年3月、特任教授を退任した。
2022年1月9日に死去（満89歳没）。

## 受賞歴
- 1971年：研究業績が評価され、第2回武田祐吉博士記念賞を受賞
- 1990年：『日本伝説大系』（共著・みずうみ書房）で、第44回毎日出版文化賞特別賞を受賞
- 1992年：『南島伝説の研究 日本昔話の原風景』で、第6回高崎正秀博士記念賞を受賞
- 2023年：『日本と『琉球』－南島説話の展望』で、第50回伊波普猷賞を受賞[3]。

## 著作
- 『軍記物語と民間伝承』岩崎美術社 1970年
- 『昔話の伝播』弘文堂 1976年
- 『中世語り物文芸 その系譜と展開』三弥井書店 1981年
- 『神道集説話の成立』三弥井書店 1984年
- 『南島伝説の研究 日本昔話の原風景』法政大学出版局 1992年
- 『京の伝承を歩く』京都新聞社 1992年
- 『伝承の「ふるさと」を歩く 日本文化の原風景』おうふう 1997年
- 『神話の中世』三弥井書店 1997年
- 『神語り・昔語りの伝承世界』第一書房 1997年
- 『曽我物語の成立』三弥井書店 2002年
- 『神語りの誕生 折口学の深化をめざす』三弥井書店 2009年
- 『沖縄の伝承遺産を拓く 口承神話の展開』三弥井書店2013
- 『昔話から御伽草子へ 室町物語と民間伝承』三弥井書店、2015
- 『放鷹文化と社寺縁起 白鳥・鷹・鍛冶』三弥井書店 2016
- 『安居院作『神道集』の成立』三弥井書店 2017
- 『英雄伝承の誕生 蒙古襲来の時代』三弥井書店 2021
- 『日本と「琉球」 南島説話の展望』法蔵館 2022

### 共編著
- 『蒜山盆地の昔話』稲田浩二共編　三弥井書店 昔話研究資料叢書 1968
- 『大山北麓の昔話 鳥取県東伯郡東伯町・赤碕町』稲田浩二共編　三弥井書店 昔話研究資料叢書 1970
- 『曾我物語 彰考館蔵』村上学,徳江元正共編　三弥井書店 伝承文学資料集 1971-1978
- 『日本の昔話 伯耆の昔話』宮岡薫、宮岡洋子共編　日本放送出版協会 1976
- 『沖縄地方の民間文芸 総合研究1』編　三弥井書店 1979
- 『因幡智頭の昔話』三原幸久共編著　三弥井書店 昔話研究資料叢書 1979
- 『日本の昔話　沖縄の昔話』岩瀬博,遠藤庄治共編　日本放送出版協会 1980
- 『南島説話の伝承』岩瀬博、山下欣一、小川学夫編　三弥井書店 1982
- 『昔話の発生と伝播』編　名著出版 日本昔話研究集成 1984
- 『徳之島の昔話 鹿児島県大島郡徳之島町・天城町・伊仙町』岩瀬博、山下欣一、遠藤庄治共編著　同朋舎出版 南島昔話叢書 1984
- 『昔話の形態』編　名著出版 日本昔話研究集成 1984
- 『伝承文学の視界 歌謡・説話・絵解をめぐる』渡辺昭五共編　三弥井書店 1984
- 『竹富島・小浜島の昔話 沖縄県八重山郡竹富町』岩瀬博、山下欣一、遠藤庄治共編著　同朋舎出版 南島昔話叢書 1984
- 『琉球文化と祭祀 民俗・説話・歌謡・芸能からのアプローチ』湧上元雄共編　ひるぎ社 1987
- 『民間説話 日本の伝承世界』編　世界思想社 1989
- 『城辺町の昔話 沖縄県宮古郡城辺町』岩瀬博、山下欣一、遠藤庄治共編著　同朋舎出版 南島昔話叢書 1991
- 『日本文学の原風景』編　三弥井書店 1992
- 『平家物語』小林美和、佐伯真一共校注　三弥井書店 1993-2000
- 『京都の伝説  丹波を歩く』小林幸夫共著　淡交社 1994
- 『京都の伝説  丹後を歩く』真下厚共著　淡交社 1994
- 『京都の伝説  洛中・洛外を歩く』真下美弥子共著　淡交社 1994
- 『京都の伝説  乙訓・南山城を歩く』松本孝三共著　淡交社 1994
- 『講座日本の伝承文学 伝承文学とは何か』渡邊昭五共編　三弥井書店 1994
- 『民話の原風景 南島の伝承世界』岩瀬博共編　世界思想社 1996
- 『講座日本の伝承文学 宗教伝承の世界』美濃部重克, 村上學共編　三弥井書店 1998
- 『巫覡・盲僧の伝承世界』荒木博之共編　三弥井書店 1999
- 『奥浄瑠璃集成』神田洋, 真下美弥子共編　三弥井書店 伝承文学資料集成 2000
- 『日本の民話を学ぶ人のために』常光徹, 斎藤寿始子共編　世界思想社 2000
- 『講座日本の伝承文学 口頭伝承「トナエ・ウタ・コトワザ」の世界』真鍋昌弘, 常光徹共編　三弥井書店 2003
- 『講座日本の伝承文学 口頭伝承「ヨミ・カタリ・ハナシ」の世界』岩瀬博,花部英雄共編　三弥井書店 2004
- 『鉄文化を拓く炭焼長者』金賛會,百田弥栄子共編　三弥井書店 伝承文学比較双書 2011
- 『諏訪信仰の中世 神話・伝承・歴史』徳田和夫,二本松康宏共編. 三弥井書店, 2015
- 『甲賀忍者軍団と真田幸村の原像 甲賀三郎物語を歩く』編著 三弥井書店 2016
- 『琉球の伝承文化を歩く 4　八重山・石垣島の伝説・昔話. 2 (登野城・大川・石垣・新川)』山里純一,藤井佐美,石垣繁,石垣博孝共編 三弥井書店 2017
- 『英雄叙事詩　アイヌ・日本からユーラシアへ』荻原眞子共編　三弥井書店 2018
- 『神楽の中世　宗教芸能の地平へ』山本ひろ子,松尾恒一共編　三弥井書店 2021

### 記念論文集
- 『福田晃教授退職記念論集』立命館大学人文学会 1998
- 『伝承文化の展望 日本の民俗・古典・芸能』福田晃古稀記念論集刊行委員会編　三弥井書店 2003